# 贝尔维尔 (德塞夫勒省)
贝尔维尔（法語：Belleville，法語發音：[bɛlvil] ⓘ）是法国德塞夫勒省的一个旧市镇，属于尼奥尔区。2018年，贝尔维尔与邻近的3个市镇合并为新市镇普莱讷达尔让松。

## 地理
贝尔维尔（46°7'33"N, 0°29'57"W）面积11.53 平方千米，位于法国新阿基坦大区德塞夫勒省，该省份为法国西部内陆省份，北起曼恩-卢瓦尔省，西接旺代省，南至夏朗德省和滨海夏朗德省，东临维埃纳省。
与贝尔维尔接壤的市镇（或旧市镇、城区）包括：米尼翁河畔德伊、布瓦斯罗勒、普里塞-拉沙里耶尔、圣艾蒂安-拉西戈涅、维利耶昂布瓦。

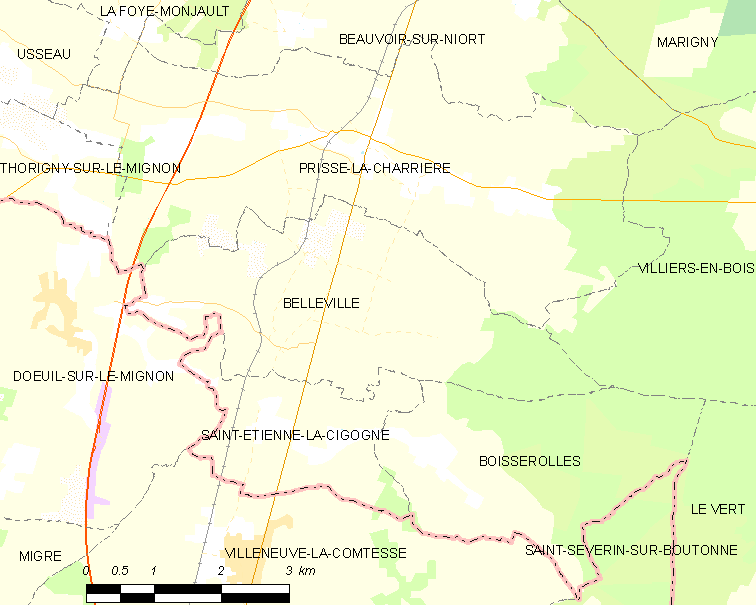
的OSM定位图

贝尔维尔的时区为UTC+01:00、UTC+02:00（夏令时）。

## 行政
贝尔维尔的邮政编码为79360，INSEE市镇编码为79033。

## 政治
贝尔维尔所属的省级选区为米尼翁-布托讷县。

## 人口

1962-2008年间人口变化图示

贝尔维尔于2018年1月1日时的人口数量为130人。